# Anselme Batbie
Anselme Batbie, né à Seissan (Gers) le 31 mai 1828 et mort à Paris le 12 juin 1887, est un juriste et un homme politique français.

## Biographie

La commission des Trente présidée par Batbie, en mars 1874, réunie dans une des salles du Musée de Versailles, vice-président De Talhouët, d'après un dessin de G. Janet et un croquis de Pelcoq gravure Amédée Daudenarde.

Ministre de l'Instruction publique, des Cultes et des Beaux-Arts sous le premier gouvernement Albert de Broglie du 25 mai 1873 au 25 novembre 1873, il est élu député du Gers en février 1871 et fut sénateur du Gers de 1876 à 1887. Il est nommé membre de l'Académie des sciences morales et politiques en 1885.
Comme sénateur il propose la généralisation du droit du sol aux enfants nés sur le sol français de parents étrangers. La majorité de l'assemblée s'y rallie et vote en 1889 la loi sur la nationalité.

## Principales publications
- Précis de droit public et administratif, 1860
- Turgot philosophe, économiste et administrateur, 1861
- Traité théorique et pratique de droit public et administratif, 7 vol., 1861-1868. Réédition : 9 vol., 1885-1894.
- Économie politique, 3 vol. 1866
- Lois administratives françaises, recueil méthodique, 1876

## Sources
1. ↑  Gérard Noiriel, Immigration, antisémitisme et racisme en France, Paris, Fayard, 2007

- « Anselme Batbie », dans Adolphe Robert et Gaston Cougny, Dictionnaire des parlementaires français, Edgar Bourloton, 1889-1891 [détail de l’édition]